# Каганович, Лазарь Моисеевич
Ла́зарь Моисе́евич Кагано́вич (10 (22) ноября 1893, Кабаны, Киевская губерния — 25 июля 1991, Москва, РСФСР) — советский государственный, хозяйственный и партийный деятель.
Член Всероссийского учредительного собрания, кандидат в члены ЦК РКП(б) (1923—1924), член ЦК партии (1924—1957), член Оргбюро ЦК ВКП(б) (1924—1925, 1928—1946), секретарь ЦК ВКП(б) (1924—1925, 1928—1939), кандидат в члены Политбюро ЦК ВКП(б) (1926—1930), член Политбюро (Президиума) ЦК (1930—1957).

## Дореволюционная биография
Родился в селе Кабаны Радомысльского уезда Киевской губернии, в еврейской семье — крестьян Моисея Гершковича Кагановича и Гени Иосифовны Дубинской (1860—1933). В семье было 13 детей, шестеро из которых умерли в детстве. В переписи населения 1897 года по Кабанам отец указан как торговец Мошко Беньевич Каганович (1860), мать — Геня Иосьевна Каганович (1860), уроженка Чернобыля. Отец происходил из местечка Хабно Киевской губернии и вся семья была приписана к этому местечку. Там же указан дед Бень Аронович Каганович (1837), тоже уроженец Хабно, и бабушка Итка Мошковна (1839), родом из Народичей.
По свидетельству Кагановича, его отец работал на смоляном заводе неподалёку от села: «Жили очень бедно — в хибаре, где раньше был сарай. Все семь человек спали в одной комнате на лавках». Однако Рой Медведев, ссылаясь на воспоминания очевидцев, утверждает, что отец Кагановича был торговцем скотом. Дочь таганрогского коммерсанта Гирша Фельдмана Изабелла Аллен-Фельдман утверждала, что её отец в конце XIX века вёл дела с Кагановичем-старшим, который в то время являлся купцом первой гильдии и пользовался правом проживания в столицах, например, в Киеве. В начале Первой мировой войны Каганович-старший разорился после ряда неудачных операций с военными поставками.
Окончил двухклассную народную школу в родных Кабанах, после этого учился в школе ближайшего села Мартыновичи. С 14-летнего возраста начал работать в Киеве на разных заводах, обувных фабриках и в сапожных мастерских. Некоторое время был грузчиком на мельнице «Лазарь Бродский», откуда был уволен вместе с группой из примерно десяти молодых грузчиков за организацию акций протеста перед администрацией предприятия. Лишённая многих прав, которыми пользовались в России не только русские, но и «инородцы», еврейская молодежь была благодатной средой для революционной агитации. Под влиянием агитации и по примеру старшего брата Михаила, вступившего в ряды большевиков ещё в 1905 году, Лазарь в конце 1911 года стал членом РСДРП(б). С 1914 по 1915 год — член Киевского комитета РСДРП. В 1915 году был арестован и выслан на родину, но вскоре нелегально вернулся в Киев. В 1916 году под фамилией Стомахин работал обувщиком на обувной фабрике в Екатеринославе, был организатором и председателем нелегального Союза сапожников. Руководитель районного и член Екатеринославского комитета партии большевиков. Согласно официальной версии, из-за предательства провокатора вынужден был уехать в Мелитополь, где, работая под фамилией Гольденберг, вновь организовал Союз сапожников и большевистскую группу. Затем переехал в Юзовку (ныне — Донецк), где под именем Борис Кошерович работал на обувной фабрике Новороссийского общества и был руководителем большевистской организации и организатором Союза сапожников.

## Революция и Гражданская война (1917—1922)
После Февральской революции 1917 года принял активное участие в воссоздании большевистской организации Юзовки, был избран членом Комитета и Совета, стал заместителем председателя. В марте избран делегатом на районную конференцию Советов Донбасса в Бахмуте. В конце марта выехал на партийную работу в Киев.
Активный участник Октябрьской революции — руководил восстанием в Гомеле. На выборах в Учредительное собрание он прошёл по большевистскому списку. В декабре 1917 года Каганович стал также делегатом III Всероссийского съезда Советов. На съезде Советов Каганович был избран во ВЦИК РСФСР. С января 1918 года работал в Петрограде. Вместе с другими членами ВЦИК весной 1918 года он перебрался в Москву, где стал комиссаром организационно-агитационного отдела Всероссийской коллегии по организации Красной Армии. В конце июня 1918 года послан ЦК РКП(б) в Нижний Новгород, где был агитатором губкома, зав. агитотдела, председателем губкома и губисполкома. Коммунар ЧОН. В сентябре 1919 был командирован на воронежский участок Южного фронта. После взятия Воронежа Красной Армией — председатель Воронежского губревкома, а затем губисполкома. В сентябре 1920 года послан ЦК РКП(б) в Среднюю Азию членом Туркестанской комиссии ВЦИК и СНК — член Туркестанского бюро ЦК РКП(б) и одновременно один из руководителей Реввоенсовета Туркестанского фронта, нарком РКИ Туркестанской республики и председатель Ташкентского горсовета.
В 1921 году работал инструктором ВЦСПС, инструктором и секретарём Московского, а затем и Центрального комитета союза кожевенников. В начале 1922 года был командирован ЦК партии в Туркестан членом Туркестанского ЦК РКП(б). В 1922 году Лазарь Каганович назначен заведующим организационно-инструкторским, ставшим впоследствии организационно-распределительным, отделом ЦК РКП(б). На XII Съезде избран кандидатом в члены ЦК РКП(б), а с XIII — членом ЦК РКП(б). С 2.6.1924 по 30.4.1925 секретарь ЦК РКП(б), избранный пленумом ЦК РКП(б) избранного XIII съездом РКП(б), освобождён от обязанностей с избранием Генеральным секретарём ЦК КП(б) Украины. Борис Бажанов вспоминал, что Кагановича тогда высшее руководство партии определило среди кандидатов в свои преемники.

## В высшем руководстве УССР и СССР (1922—1941)

### Во главе Украины
В развернувшейся после смерти Ленина в 1924 году острой внутрипартийной борьбе Сталину было крайне важно обеспечить себе поддержку Украины — самой крупной после РСФСР союзной республики. По рекомендации Сталина именно Каганович был избран в 1925 году Генеральным секретарём ЦК КП(б) Украины.
В то время в национальной политике на Украине проводились два курса: на украинизацию — поощрение украинской культуры, языка, школы, выдвижение украинцев в аппарат управления и т. д., — и на борьбу с буржуазным и мелкобуржуазным национализмом. Чётко разграничить эти два курса, особенно в городах и промышленных центрах, было нелегко, и Каганович явно тяготел ко второму курсу: он был безжалостен ко всему, что казалось ему украинским национализмом. У него происходили частые конфликты с председателем СНК Украины Власом Чубарём. Одним из наиболее активных оппонентов Кагановича был также член ЦК КП(б)У и нарком просвещения Украины Александр Шумский, который в 1926 году добился приёма у Сталина и настаивал на отзыве Кагановича с Украины. Хотя Сталин и согласился с некоторыми доводами Шумского, но одновременно поддержал Кагановича, направив специальное письмо в Политбюро ЦК Украины. Дело закончилось отставкой Шумского с поста наркомпроса и отзывом его из УССР.
Каганович проделал немалую работу по восстановлению и развитию промышленности Украины. Как партийный руководитель Советской Украины он был фактическим руководителем и небольшой Компартии Западной Украины. Национальная обстановка и настроения среди населения западной части Украины, входившей в состав Польского государства, существенно отличались от того, что имело место в УССР. После отъезда Кагановича в Москву Чубарь выступил с критикой политики Кагановича. Оппозиция его курсу нарастала. Чубарь и председатель ЦИК СССР от УССР Г. И. Петровский приезжали к Сталину с просьбами отозвать Кагановича с Украины. Поначалу Сталин сопротивлялся, но всё же в 1928 году ему пришлось вернуть Кагановича в Москву. С 1926 года Каганович являлся кандидатом в члены Политбюро ЦК ВКП(б).

### Каганович и Шахтинское дело
Генеральный секретарь ЦК КП(б) Украины Л. М. Каганович 26 апреля 1928 года писал Сталину: «В частности, мне кажется, необходимо усилить роль ГПУ примерно так, чтобы в крупных трестах были бы крупные работники, уполномоченные ГПУ, как вроде транспортных органов ГПУ. Эту реорганизацию надо провести под наблюдением и непосредственным руководством руководящих работников ЦК и ЦКК, иначе, я боюсь, как бы у нас на деле в смысле структуры и методов работы не осталось по-старому».

### Каганович на подъёме
В начале 1930 года Лазарь Каганович стал первым секретарём Московского областного, а затем и городского комитетов партии, а также полноправным членом Политбюро ЦК ВКП(б). Как секретарь ЦК и заведующий сельскохозяйственным отделом ЦК он в 1929—1934 гг. непосредственно руководил «делом организационно-хозяйственного укрепления колхозов и совхозов и борьбой против организованного кулачеством саботажа государственных мероприятий». Секретное решение Политбюро ЦК ВКП(б) «О мерах по усилению антирелигиозной работы», принятое 24 января 1929 года, было направлено в партийные организации в виде письма ЦК ВКП(б) за подписью Кагановича.
Первая половина 30-х годов — время наибольшей власти Кагановича.

### 1932—1934 годы
22 октября 1932 года Политбюро ЦК ВКП (б) по инициативе Сталина приняло решение о создании на Украине и в Северо-Кавказском крае чрезвычайных комиссий для увеличения хлебозаготовок. Комиссию по Украине возглавил председатель СНК СССР В. М. Молотов, по Северному Кавказу — секретарь ЦК ВКП (б) Л. М. Каганович, однако фактически он участвовал и в работе комиссии Молотова как заведующий отделом сельского хозяйства при ЦК ВКП(б). Вскоре Каганович выехал на Северный Кавказ.

а) немедленное прекращение подвоза товаров и полное прекращение кооперативной и государственной торговли на месте и вывоз из кооперативных лавок всех наличных товаров;

б) полное запрещение колхозной торговли, как для колхозов, колхозников, так и единоличников;

в) прекращение всякого рода кредитования и досрочное взыскание кредитов и других финансовых обязательств;

г) проверку и очистку органами РКИ в колхозных, кооперативных и государственных аппаратах от всякого рода чуждых и враждебных элементов;

д) изъятие органами ОГПУ контрреволюционных элементов, организаторов саботажа хлебозаготовок и сева.

Всего за время работы комиссии Кагановича на «чёрные доски» было занесено 15 станиц, в результате чего от голода умерли сотни человек. Также в ходе борьбы с «саботажем» только за полтора месяца (с 1 ноября по 10 декабря) на территории Северо-Кавказского края было арестовано 16 864 человека «кулацкого и антисоветского элемента».
Не ограничившись этим, Каганович осуществил такую меру, как практически поголовное выселение жителей некоторых станиц, не справлявшихся с планом госпоставок, «в северные области». Только из трёх станиц — Полтавской, Медвёдовской и Урупской — было выселено 45 600 человек из 47 500.
В 1933 году Лазарь Каганович возглавил созданный сельскохозяйственный отдел ЦК ВКП(б) и активно руководил организацией МТС в колхозах и совхозах. Он был одним из первых, кого наградили введённым в стране высшим знаком отличия — орденом Ленина (за успехи в развитии сельского хозяйства Московской области). В качестве председателя Центральной комиссии по чистке партии руководил проходившей в 1933-34 годах «чисткой партийных рядов». 21 сентября 1934 г. выступил с программной речью на совещании судебно-прокурорских работников Московской области.
После XVII Съезда в 1934—1935 годах председатель Комиссии партийного контроля при ЦК ВКП(б).
В этот же период (1934 г.) Каганович — по совместительству — стал также руководителем Транспортной комиссии ЦК ВКП(б). Когда Сталин уезжал в отпуск к Чёрному морю, именно Каганович оставался в Москве в качестве временного главы партийного руководства. 28 февраля 1935 года Сталин назначает Кагановича на должность наркома путей сообщения, сохраняя за ним пост секретаря ЦК; однако он теряет два других важнейших поста — первого секретаря Московского комитета партии и председателя Комиссии партийного контроля при ЦК ВКП(б). Назначение видных руководителей партии в хозяйственные наркоматы было в обычае ещё со времен Гражданской войны. Железнодорожный транспорт в огромной стране был не просто важен — то было «узкое место» народного хозяйства, сдерживавшее экономический рост. В этот период на железнодорожном транспорте была повышенная аварийность и халатность. Назначение Кагановича на такой участок работы являлось вынужденной мерой. Именно в этот период появилась крылатая фраза Кагановича — «У каждой аварии есть имя, фамилия и должность». Была введена жёсткая централизация; персональная ответственность, в первую очередь руководителей; строгое соблюдение инструкций, приказов; повышалась как трудовая, так и техническая дисциплина, в том числе и репрессивными мерами; введены новые, более эффективные технологии организации труда. В итоге аварийность и крушения снизились с порядка 61 тысячи до около 3-4 тысяч случаев. Работа в НКПС была нормализована и впоследствии аварийность только снижалась. За перевыполнение плана железнодорожных перевозок и за успехи в деле организации железнодорожного транспорта и внедрения трудовой дисциплины награждён в январе 1936 орденом Трудового Красного знамени.

### Сталинская реконструкция Москвы
В 1935 году Лазарь Каганович непосредственно руководил работой по составлению генерального плана реконструкции Москвы и архитектурного оформления «пролетарской столицы». Как кризисный менеджер после срыва сроков на начальном этапе возглавлял строительство первой очереди Московского метрополитена; радикальные решения по расширению привлечённых трудовых ресурсов известны как «походы Кагановича». В 1935−1955 годах Московский метрополитен носил имя Л. М. Кагановича.
По предложению жены И. В. Сталина Надежды Аллилуевой, учившейся вместе с Хрущёвым, Л. М. Каганович выдвинул на лидирующие позиции в Москве Н. С. Хрущёва, который в 1932 году занял должность второго секретаря Московского городского комитета ВКП (б).
Роль Лазаря Кагановича в реконструкции Москвы исключительно велика. Он лично давал указания архитекторам, проводил с ними собрания. Сам Лазарь Каганович вспоминал об этом так: «Говорят, будто я разрушал в Москве ценности, … это вранье. Оправдываться я не буду, поскольку не было этого. Со мной ходили и выбирали те дома, которые мешают движению… я ночами ходил по Москве, выбирал то, что нужно сохранить».
Также его именем были названы:
- Станция «Охотный Ряд» до 1957 года;
- Первый советский троллейбус имел в его честь марку «ЛК» (по инициалам имени и фамилии) — троллейбусные линии были пущены в Москве именно Кагановичем.

Лазарю Кагановичу принадлежала также идея создания запущенной в 1937 году детской железной дороги в подмосковном посёлке Кратово.

### 1937—1938 годы
С 1937 по совместительству — нарком тяжёлой промышленности, с 1939 года — нарком топливной промышленности, с 12 октября 1939 по 1940 год — первый нарком нефтяной промышленности СССР. С августа 1938 года одновременно — заместитель председателя Совнаркома СССР.

У нас тут дела идут неплохо. Чтобы коротко охарактеризовать, я могу коротко повторить то, что я и Микоян сказали т. Калинину, когда он поехал в Сочи. Перед отъездом он спрашивал нас, что передать Хозяину? Мы и сказали ему: передай, что «страна и партия так хорошо и надёжно заряжены, что стрелок отдыхает, а дела идут — армия стреляет». То, что происходит, например, с хлебозаготовками этого года — это совершенно небывалая ошеломляющая наша победа — победа Сталинизма

Вообще без Хозяина очень тяжело… Но приходится, к сожалению, загромождать делами в большом количестве Хозяина и срывать ему отдых, в то время как словами не выскажешь, насколько ценно Его здоровье и бодрость для нас, так любящих Его, и для всей страны

Вот брат, великая диалектика в политике, какою обладает наш Великий Друг и Родитель в совершенстве
В своём докладе на февральско-мартовском пленуме ЦК ВКП(б) 1937 года Каганович высказался за необходимость новых репрессий не только в наркомате путей сообщения, который он возглавлял, но и в советском обществе в целом. По словам Кагановича, «на железнодорожном транспорте… мы имеем дело с бандой оголтелых разведчиков-шпионов, озлобленных растущей мощью социализма в нашей стране и применяющих поэтому все средства изуверской борьбы с Советской властью». Несмотря на то, что уже была вскрыта «вредительская» деятельность практически во всех сферах железнодорожного хозяйства — проектировании железных дорог («Вредительство мы имеем в проектировании. Это дело самое сложное, самое трудное… Я потом вам расскажу, как можно тут раскрывать»), их строительстве («…я считаю, что Турксиб построен вредительски… Караганда — Петропавловск Мрачковским построена вредительски. Москва — Донбасс строилась вредительски… Эйхе — Сокол строилась вредительски…»), реконструкции и эксплуатации («В 1934 г. была собрана так называемая диспетчерская конференция… На этой диспетчерской конференции почти все докладчики оказались вредителями и арестованы как японские шпионы и диверсанты… Диспетчерская конференция узаконила… силу распоряжения диспетчера, чтобы иметь больше возможностей вредить, задерживать поезда, пускать их пачками и т. д.»), — Каганович заявил, что «мы не докопались до конца, мы не докопались до головки шпионско-японо-немецко-троцкистско-вредительской, не докопались до целого ряда их ячеек, которые были на местах», отметив при этом, что «тут вредны слезы по поводу того, что могут арестовать невинных».
Во время Большого террора Каганович в числе других приближённых Сталина участвовал в рассмотрении так называемых «списков» — перечней лиц, репрессированных с личной санкции верхушки ЦК. Подписи на списках означали вынесение обвинительного приговора. Подпись Кагановича стоит на 189 списках, по которым были осуждены и расстреляны более 19 000 человек.
В качестве члена Политбюро ЦК ВКП(б) Каганович утвердил большое количество так называемых «лимитов» (это были квоты на количество репрессированных согласно приказу НКВД № 00447 «Об операции по репрессированию бывших кулаков, уголовников и других антисоветских элементов»). Например, 26 апреля 1938 года он вместе со Сталиным, Молотовым, Ворошиловым и Ежовым завизировал утвердительную резолюцию на запросе и. о. секретаря Иркутского обкома ВКП(б) о выделении дополнительного лимита по первой категории (расстрел) на 4000 человек.
В 1937 году Каганович совершил ряд поездок по регионам СССР (Киевская, Ярославская, Ивановская, Западная области) для проведения чисток среди партийного и советского руководства. В Киеве после приезда Кагановича несколько работников обкома, а также директор Киевского исторического музея, были арестованы по доносу аспирантки Института истории Николаенко. Впоследствии она была признана психически невменяемой.

На [Молотова] сильно повлияло то, что он лишился опоры. Новые зампреды Совнаркома (Микоян, Булганин, Каганович, Вознесенский) были верными соратниками Сталина. Большая часть решений Совнаркома предварительно обсуждалась ближним кругом Сталина на его даче. И я точно знаю, что люди из аппарата Кагановича следили за каждым шагом Молотова и его помощников. Те, правда, вскоре начали отвечать им тем же.— из воспоминаний Михаила Смиртюкова, помощника заместителя председателя Совнаркома СССР
В 1939 году Каганович горячо приветствовал присоединение части Польши к Советскому Союзу:

Вы подумайте, сколько лет царизм воевал за то, чтобы Львов присоединить, а наши войска за семь дней забрали эту территорию!
— 
В 1980-е годы Каганович по поводу репрессий высказывался так:

Мы виноваты в том, что пересолили, думали, что врагов больше, чем их было на самом деле. Я не выступаю против решений партии по этому вопросу. Ошибки были — не только у Сталина, а у нас у всех, у сталинского руководства в целом были ошибки. Легко сейчас судить, когда нет нужды в твёрдой руке и в борьбе, — и в жестокости.— 

## Участие в Великой Отечественной войне и послевоенный период (1941—1957)
Начало войны застало Кагановича в должности наркома путей сообщения.
15—16 октября 1941 года Москву охватила паника. Было принято решение эвакуировать из столицы в Куйбышев (Самару) все министерства, посольства, культурные объекты, многие промышленные предприятия и заводы.
Над москвичами нависла угроза увольнений с работы. Из парков на линии не вышли трамваи, не работали многие магазины и булочные, на сутки прекратил работу метрополитен. Началось разграбление магазинов. Силами войск НКВД в столице восстановили правопорядок. Были расставлены блокпосты на въездах и выездах, организованы проверки документов. По приговору трибуналов многих мародёров приговаривали к расстрелу. С осени 1941 года по весну 1942 года свыше 2,5 млн москвичей и около 0,5 млн ленинградцев были вывезены в эвакуацию в Сибирь, на Южный Урал и в Среднюю Азию.
25 марта 1942 года ГКО принял постановление «О НКПС», в котором говорилось, что нарком путей сообщения Л. М. Каганович «не сумел справиться с работой в условиях военного времени», и его освободили от поста наркома. Если не считать коротких (годичных и полуторагодовых) перерывов, Каганович фактически оставался во главе НКПС до 1944 года. Его заслугой являются меры по эвакуации промышленных предприятий и населения в восточные районы страны путём обеспечения бесперебойных железнодорожных перевозок.
В 1942 году Каганович — член Военного совета Северо-Кавказского, а затем Закавказского фронтов. По поручению Ставки участвовал в организации обороны Кавказа. 4 октября 1942 г. командный пункт Черноморской группы войск под Туапсе, на котором находился Каганович, разбомбили, несколько генералов погибло на месте, а нарком был ранен осколком в руку. В 1942—1945 годах член Государственного Комитета Обороны. К концу войны Каганович стал отходить на более мирные хозяйственные должности: с 1944 г. — заместитель председателя Совнаркома, в 1947 году — первый секретарь и член политбюро ЦК КП(б) Украины.
После войны Каганович стал терять доверие вождя. Сталин всё реже и реже встречался с Кагановичем, он уже не приглашал его на свои вечерние трапезы. После XIX съезда КПСС Каганович был избран в состав расширенного Президиума ЦК и даже в Бюро ЦК, но не вошёл в отобранную лично Сталиным «пятёрку» наиболее доверенных руководителей партии.
После ареста группы кремлёвских врачей, в большинстве евреев, которые были объявлены вредителями и шпионами, в СССР началась новая широкая антисемитская кампания. В некоторых книгах, и в частности, в книге Абдурахмана Авторханова «Загадка смерти Сталина», можно найти версию о том, что Каганович, якобы, бурно протестовал против преследования евреев в СССР, что именно он предъявил Сталину ультиматум с требованием пересмотреть «дело врачей».
После смерти Сталина влияние Кагановича на короткое время вновь возросло. Как один из первых заместителей Председателя Совета Министров СССР и член Бюро Президиума ЦК он контролировал несколько важных министерств. Каганович поддержал предложение Хрущёва и Маленкова арестовать и устранить Берию. Ещё раньше он активно поддержал все меры по пересмотру «дела врачей» и прекращению антисемитской кампании в стране. Был реабилитирован и его старший брат М. М. Каганович. В дальнейшем Лазарь Моисеевич занимался разработкой нового пенсионного законодательства, в результате принятия которого пенсию стали получать все слои населения.
25 ноября 1955 года Президиум ЦК КПСС принимает решение о присвоении московскому метрополитену имени В. И. Ленина вместо Л. М. Кагановича «по предложению товарища Л. М. Кагановича». В том же постановлении отмечались заслуги Кагановича, в связи с чем станция Охотный Ряд был переименована в станцию имени Кагановича.
В 1955—1956 годах председатель Государственного комитета Совмина СССР по вопросам труда и заработной платы, с 1956 по 1957 гг. — министр промышленности строительных материалов.

## Смещение. Последняя треть жизни (1957—1991)
В 1957 году объявлен членом «антипартийной группы Маленкова — Кагановича — Молотова», снят со всех постов. 13 июля 1957 года Каганович получил строгий выговор с занесением в учётную карточку «за поведение, недостойное звания члена КПСС, за издевательство над подчинёнными сотрудниками». Каганович работал в Асбесте директором Уральского горно-обогатительного завода до конца 1961 года. В 1957—1958 годах Каганович приезжал в Москву на сессии Верховного Совета СССР, однако на очередных выборах в Верховный Совет его кандидатура уже не выставлялась. В декабре 1961 года исключён из КПСС. Несмотря на многочисленные прошения, не был восстановлен в партии (в отличие от Вячеслава Молотова), однако имел ранг персонального пенсионера союзного значения и соответствующие этому статусу привилегии. Был подвергнут политическому забвению, не упоминался в энциклопедиях и книгах по истории КПСС (за исключением краткого упоминания «антипартийной группы» 1957 г.).
Как утверждает Дмитрий Волкогонов, будучи высланным в Калинин, Каганович оттуда полулегально посещал столицу и устанавливал связи со старыми сослуживцами с целью получения помощи в написании воспоминаний. Однако, согласно документальным данным, Каганович жил не в Калинине, а в Москве.
Лазарь Каганович скончался в возрасте 97 лет 25 июля 1991 года — за пять месяцев до распада страны, в руководстве которой находился с первых дней её существования. Смерть наступила около 22:00. По словам Эдварда Радзинского, цитирующего одного из дальних родственников Кагановича, в это время по телевизору шёл новостной сюжет с Горбачёвым и Ельциным, и домработница якобы услышала предсмертные слова Кагановича «Это катастрофа».

## Семья
Младший брат Израиля Кагановича (1884—1973), Михаила Кагановича (1888—1941) и Юлия Кагановича (1892—1962).
Был женат на Марии Марковне Приворотской (1894—1961). Их дочь, Мая Лазаревна Каганович (1923—2001), архитектор, подготовила к опубликованию воспоминания отца — «Памятные записки», выпущенные в Москве издательством «Вагриус» в 1997. Кроме того, воспитал приёмного сына Юрия (1931—1976). Внучка — Мария Георгиевна Каганович-Минервина (род. 1951), архитектор, доцент Российской международной академии туризма. Внук Иосиф Георгиевич Минервин (1941—2019), кандидат экономических наук, ведущий научный сотрудник ИНИОН РАН.

Секретарь Политбюро ВКП(б) в 1920-х годах, Б. Г. Бажанов в своих воспоминаниях писал:

«Лазарь Моисеевич Каганович замечателен тем, что был одним из двух-трёх евреев, продолжавших оставаться у власти во всё время сталинщины. При сталинском антисемитизме это было возможно только благодаря полному отречению Кагановича от всех своих родных, друзей и приятелей. Известен, например, факт, что когда сталинские чекисты подняли перед Сталиным дело о брате Кагановича, Михаиле Моисеевиче, министре авиационной промышленности, и Сталин спросил Лазаря Кагановича, что он об этом думает, то Лазарь Каганович, прекрасно знавший, что готовится чистое убийство без малейшего основания, ответил, что это дело „следственных органов“ и его не касается. Накануне неминуемого ареста Михаил Каганович застрелился».

Однако, если верить словам Лазаря Кагановича, воспоминания Бажанова не соответствуют действительности.

Л. М. Каганович: Это дело было не на Лубянке, а в Совнаркоме. Об этом много врут, врут. Сейчас о моём отношении и о разговоре со Сталиным, будто я сказал, что это дело, мол, следователя. Это враньё. А дело было просто так. Я пришёл на заседание. Сталин держит бумагу и говорит мне: «Вот есть показания на Вашего брата, на Михаила, что он вместе с врагами народа». Я говорю: «Это сплошное враньё, ложь». Так резко сказал, не успел даже сесть. «Это ложь. Мой брат, говорю, Михаил, большевик с 1905 г., рабочий, он верный и честный партиец, верен партии, верен ЦК и верен Вам, товарищ Сталин». Сталин говорит: «Ну а как же показания?». Я отвечаю: «Показания бывают неправильные. Я прошу Вас, товарищ Сталин, устроить очную ставку. Я не верю всему этому. Прошу очную ставку».
Он так поднял глаза вверх. Подумал и сказал: «Ну, что ж, раз Вы требуете очную ставку, устроим очную ставку».
Через два дня меня вызвали. (Это я Вам рассказываю документально, я пока этого нигде не рассказывал). Но это факт, так оно было. Маленков, Берия и Микоян вызвали меня в один кабинет, где они сидели. Я пришёл. Они мне говорят: «Мы вызвали сообщить неприятную вещь. Мы вызывали Михаила Моисеевича на очную ставку». Я говорю: «Почему меня не вызвали? Я рассчитывал, что я на ней буду». Они говорят: «Слушай, там такие раскрыты дела, что решили тебя не волновать». Во время той очной ставки был вызван Ванников, который показывал на него. А Ванников был заместителем Михаила в своё время. Кстати, когда несколько ранее Ванникова хотели арестовать, Михаил очень активно защищал его. Ванников даже прятался на даче у Михаила, ночевал у него. Они были близкими людьми. А когда Ванникова арестовали, он показал на Михаила.
И вот вызвали Ванникова и других, устроили очную ставку. Ну, эти показывают одно, а Михаил был горячий человек, чуть не с кулаками на них. Кричал: «Сволочи, мерзавцы, вы врёте» и т. д., и проч. Ну, при них ничего не могли обсуждать, вывели арестованных, а Михаилу говорят: «Ты иди, пожалуйста, в приёмную, посиди, мы тебя вызовем ещё раз. А тут мы обсудим».

Только начали обсуждать, к ним вбегают из приёмной и говорят, что Михаил Каганович застрелился. Он действительно вышел в приёмную, одни говорят, в уборную, другие говорят, в коридор. У него при себе был револьвер, и он застрелился. Он человек был горячий, темпераментный. И, кроме того, он человек был решительный и решил: в следственную тюрьму не пойду. И лучше умереть, чем идти в следственную тюрьму. 

## Звания, награды
- Герой Социалистического Труда (5 ноября 1943);
- 4 Ордена Ленина
  - 16.03.1935 — за выдающиеся успехи в деле руководства работой в Московской области
  - 5.11.1943 — к званию Герой Социалистического Труда
  - 21.11.1953 — в связи с 60-летием со дня рождения и принимая во внимание выдающиеся заслуги перед Коммунистической партией и советским народом
- Орден Трудового Красного Знамени (27.10.1938) — в связи с пятидесятилетием и принимая во внимание его «революционные заслуги перед рабочим классом и крестьянством»[38]
- медаль «За доблестный труд в Великой Отечественной войне 1941—1945 гг.»;
- медали.

## Мнения и оценки личности Кагановича
Официальная характеристика Кагановича в МСЭ 1937 года:

Каганович — выдающийся непримиримый борец партии с троцкизмом, правой оппозицией и другими антипартийными течениями и антисоветскими. Каганович развернулся как политический деятель, как один из руководителей партии под непосредственным руководством Сталина и является одним из преданнейших его учеников и помощников в борьбе за большевистское единство партии.

В Советской исторической энциклопедии, издание которой началось при Хрущёве, приводится такая характеристика действий Кагановича (Т. 7, 1965):

…Огромный ущерб нанесли грубейшие ошибки и извращения, которые могли возникнуть в обстановке складывающегося культа личности Сталина. Когда в неурожайном 1932 году на Северном Кавказе, Нижней Волге и большей части Украины колхозы не смогли выполнить заданий по сдаче хлеба, на Кубань была командирована комиссия во главе с Кагановичем, которая провела массовые репрессии партийных, советских и колхозных работников, рядовых колхозников (принудительное изъятие хлеба, роспуск партийных организаций, массовые исключения из партии, выселение населения ряда станиц в северные районы).

Последний генсек ЦК КПСС М. С. Горбачёв о Кагановиче и Сталине:

Сталин — это человек весь в крови. Я видел его резолюции, которые пачками он подписывал вместе с Молотовым, Ворошиловым, Кагановичем и Ждановым. Это пятёрка была самая инициативная.

Первый председатель Совета народных комиссаров Киргизской АССР Юсуп Абдрахманов в дневниковой записи за 1928 год характеризует Кагановича следующим образом:
Был там ещё Каганович, этот законченный бюрократ, беспринципный, держиморда. Еврейский народ дал немало талантов революции, но дал ещё и этого…

## Адреса в Москве
- С 1937 года проживал в престижном доме в Сокольниках — Песочный переулок, 3. Там у него была квартира дюплекс (для охраны и водителей) и гараж, который можно посетить и сейчас.
- Фрунзенская наб., д. 50, кв. 384[43] (1961—1991)

## Память
Как у многих партийных руководителей, имя Кагановича присваивалось территориальным образованиям и населённым пунктам, в частности, существовал город Каганович (1935—1957) в Московской области РСФСР, а также посёлок — Кагановичабад в Таджикской ССР, в 1957-м переименован в Колхозабад.
В 1938 году его именем был назван Кагановический район Павлодарской области. В 1957 году район был переименован в Ермаковский.
В Красноярске Октябрьский район города в 1938—1957 годах назывался Кагановическим.
В Новосибирске Кагановичским назывался ныне Железнодорожный район в центре города.
В 1938—1943 годах город Попасная Луганской области назывался им. Л. М. Кагановича.
В Киевской области УССР были населённые пункты, названные Кагановичи Первые (в 1934) (первоначальное название Хабное, современное название Полесское) и Кагановичи Вторые (с 1935 по 1957, место рождения Кагановича, позже называлось Диброва).
В Октябрьском районе Амурской области существует районный центр село Екатеринославка, ранее станция «Кагановичи».
Кроме того, имя Л. М. Кагановича носил в 1935—1955 годах Московский метрополитен, закладку и строительство первой очереди которого он курировал в качестве первого секретаря Московского комитета ВКП(б). В 1955 году в связи с новыми веяниями в руководстве страны и присвоением метрополитену имени В. И. Ленина, именем Кагановича была названа станция «Охотный Ряд», именовавшаяся в 1955—1957 годах «Им. Л. М. Кагановича».
Его именем была названа созданная в Москве знаменитая Военно-транспортная академия.
В городе Днепропетровске институт инженеров железнодорожного транспорта также носил имя Л. М. Кагановича.
В городе Харькове один из районов города назывался «Кагановический», после 1957 года переименован в «Киевский».
Мелитопольская детская железная дорога, носившая имя Лазаря Кагановича, работала в Мелитополе в предвоенные годы.
В 1957 году имя Кагановича было снято почти со всех объектов, названных в его честь. На данный момент, имя Кагановича носят посёлок в составе села Роговатое Белгородской области, расположенный на территории бывшего колхоза имени Кагановича, и площадь, расположенная на территории посёлка. Также, по одной из версий, имя Кагановича носит село Лазаревка в Крыму.
В 2018 году в Екатеринбурге был установлен памятник, посвящённый истории Российских железных дорог, на котором Каганович изображён вместе с Феликсом Дзержинским.
По стечению обстоятельств Каганович — единственный человек из высшего партийного руководства, который активно участвовал в становлении советской власти, в период Октябрьской революции, и спустя 74 года увидел результат «перестройки». Он умер в глубокой старости, за несколько месяцев до роспуска КПСС и распада СССР (подписания Беловежского соглашения).

## Звукозапись выступления Л. М. Кагановича
Сохранилась речь от Московских организаций на траурном митинге на Красной площади в день похорон С. М. Кирова 6 декабря 1934 года.

## В кино
- 1946 — «Клятва». В роли Кагановича — Николай Рыжов.
- 1949 — «Падение Берлина». В роли — Николай Рыжов.
- 1989 — «Васька». В роли — Александр Калягин.
- 1992 — Сталин (фильм). В роли — Леван Учанейшвили
- 2006 — «Сталин. Live». В роли — Борис Эстрин.
- 2009 — «И примкнувший к ним Шепилов»; «Тухачевский. Заговор маршала». В роли — Александр Никулин.
- 2010 — «Берия. Проигрыш». В роли — Алексей Соснов.
- 2012 — «Жуков». В роли — Вольф Вайнер.
- 2013 —  «Железный еврей Сталина» (документальный фильм). В роли — Владимир Лаптев
- 2015 — «Власик. Тень Сталина». В роли — Алексей Устинов.
- 2017 — «Горькая жатва». В роли — Пол Хикки.
- 2017 — «Смерть Сталина». В роли — Дермот Краули.